# Al Ahli (Džidda)
Al Ahli (arabsky النادي الأهلي الرياضي السعودي‎) je saúdskoarabský profesionální fotbalový klub se sídlem ve městě Džidda. Hraje saúdskou nejvyšší fotbalovou ligu Saudi Pro League.

## Úspěchy

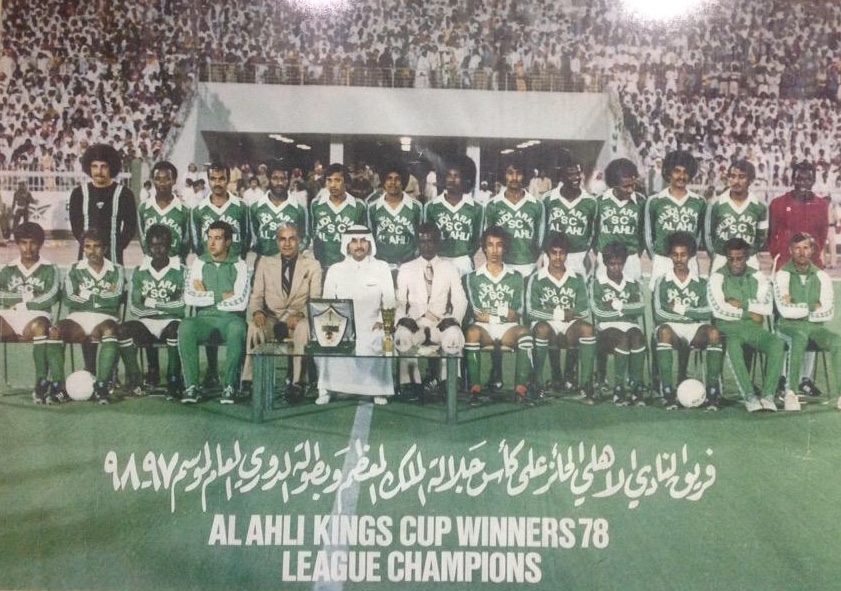
Fotografie na památku pro členy Al-Ahli Clubu v Džiddě 1978 s ligovým a pohárovým šampionátem, prvním saúdským klubem, který spojil oba šampionáty ve stejném roce

- Saudi Professional League: (4) 1968-69, 1977–78, 1983–84, 2015–16
- Kings Cup: (13) 1962, 1965, 1969, 1970, 1971, 1973, 1977, 1978, 1979, 1983, 2011, 2012, 2016
- Saudi Crown Prince Cup: (6) 1957, 1970, 1998, 2002, 2007, 2015
- Saudi Football Federation Cup: (5) 2001, 2002, 2007, 2012, 2013
- Gulf Club Cup: (3) 1985, 2002, 2008
- Arab Club Cup: (1) 2003
- Saudi Super Cup: (1) 2016
- Champions Cup pro letní kluby: (3) 1966, 1974, 1982
- International Friendship Cup: (2) 2001, 2002
- Al Jazeera International Club Cup: (1) 2014
- Western Region Championship Cup: (10) 1962, 1965, 1968, 1969, 1970, 1971, 1972, 1973, 1974, 1976
- Jeddah City Championship: (2) 1961, 1962
- Mistrovství regionu Makkah: (1) 1967

## Čeští trenéři v klubu
- Karel Jarolím